# 常滑市立鬼崎南小学校
常滑市立鬼崎南小学校（とこなめしりつ おにざきみなみしょうがっこう）は、愛知県常滑市明和町にある公立小学校。

## 沿革
- 1907年（明治40年） - 旧・多屋村の多屋尋常小学校（1892年開校）と旧・榎戸村の榎戸尋常小学校（1873年開校）を統合し、鬼南尋常小学校となる。
- 1941年 4月 - 鬼崎南国民学校と改称。
- 1947年 4月 - 知多郡鬼崎村立南部小学校と改称
- 1954年 4月 - 常滑市立鬼崎南小学校創立（常滑町 鬼崎町 西浦町 大野町 三和村の合併による)
- 1966年 3月 - 鉄筋3階建6教室新築（第1期）
- 1968年10月 - 屋内運動場完工
- 1970年11月 - 北館西側6教室増築（第2期）
- 1973年 2月 - 南館西側4階建完成（第3期）
- 1973年 7月 - プール竣工
- 1974年 9月 - 南・北館東側増築（第4期）
- 1975年 4月 - 特殊学級開設
- 1979年 2月 - 南館西側6教室増築（第5期）
- 1987年 4月 - 愛知県教育委員会・知教協・市教委より「特殊教育」の研究委嘱
- 1995年 9月 - 国際交流開始
- 2006年10月 - 校舎・体育館の耐震工事完成

## 校歌
作詞:近藤一一　作曲:平野秀一

## 通学区域
金山（西岨、宗山、大岨、深谷、鴻ノ巣）、榎戸、榎戸町、新田町、港町、神明町（一丁目、二丁目、三丁目の一部、四丁目の一部、五丁目、六丁目）、本郷町、新浜町、多屋、多屋町（一丁目、二丁目、四丁目、五丁目）、明和町、大鳥町、大和町、森西町、末広町、錦町（一丁目、二丁目）、北条（一丁目の一部）、鯉江本町（一丁目の一部、二丁目の一部）

## 通学区域内の施設
- リクシル榎戸工場 (旧名称INAX榎戸工場)
- 鬼崎漁港（鬼崎フィッシャリーナ）
- 国土地理院鬼崎験潮場  鬼崎漁港の中にある　[3]
- 名鉄常滑線榎戸駅
- 常滑市立鬼崎中学校